# فهد عصام
فهد عصام (مواليد 9 يونيو 1988) هو لاعب كرة قدم سعودي.
كانت بداياته مع نادي الشباب في الفئات السنية و بعدها لعب مع نادي الحمادة و انتقل إلى نادي الفتح في عام 2012 و أعاره الفتح إلى نادي الدرعية و وقع مع نادي الشعلة في عام 2015 و وقع مع نادي الحزم في عام 2016 و لعب بعدها مع نادي ساجر ونادي العلا ونادي المزاحمية.